# Стража (комуна)
Стража (рум. Straja) — комуна у повіті Сучава в Румунії. До складу комуни входить єдине село Стража.
Комуна розташована на відстані 389 км на північ від Бухареста, 60 км на північний захід від Сучави.

## Населення
За даними перепису населення 2002 року у комуні проживала 5341 особа.
Національний склад населення комуни:
| Національність | Кількість осіб | Відсоток |
| -------------- | -------------- | -------- |
| румуни         | 5338           | 99,9%    |
| українці       | 2              | < 0,1%   |
| німці          | 1              | < 0,1%   |

Рідною мовою назвали:
| Мова       | Кількість осіб | Відсоток |
| ---------- | -------------- | -------- |
| румунська  | 5339           | > 99,9%  |
| українська | 2              | < 0,1%   |

Склад населення комуни за віросповіданням:
| Релігія       | Кількість осіб | Відсоток |
| ------------- | -------------- | -------- |
| православні   | 4659           | 87,2%    |
| п'ятдесятники | 676            | 12,7%    |
| адвентисти    | 3              | 0,1%     |
| римо-католики | 2              | < 0,1%   |

## Відомі жителі і уродженці села
- Ніколає Котош — доктор теології, професор, ректор Чернівецького університету у 1927-1928 навчальному році